# Chen Cheng
Chen Cheng (chinês tradicional: 陳誠, pinyin: Chén Chéng) (4 de janeiro de 1898 – 5 de março de 1965), nome de cortesia Tsi-siou (辭修; Cíxiū), foi um político e militar chinês, destacando-se como um dos principais comandantes do Exército Nacional Revolucionário durante a Segunda Guerra Sino-Japonesa e a Guerra Civil Chinesa.
Após mudar-se para Taiwan no fim da guerra civil, atuou como Governador da Província de Taiwan, vice-presidente e primeiro-ministro da República da China. Representou o país em visitas aos Estados Unidos e desempenhou um papel fundamental na implementação de reformas agrárias e programas de redução de impostos, visando tornar o comunismo menos atraente em Taiwan, ao permitir que os camponeses se tornassem proprietários de terras.

## Primeiros anos de vida
Chen Cheng nasceu no Condado de Qingtian, Zhejiang, formou-se na Academia Militar de Baoding em 1922 e ingressou na Academia Militar de Whampoa dois anos depois. Foi lá que ele conheceu Chiang Kai-shek, Comandante da Academia. Mais tarde, Chen se juntou ao Exército Nacional Revolucionário para participar da Expedição do Norte .

Chen Cheng nasceu em Qingtian, Zhejiang, formou-se na Academia Militar de Baoding em 1922 e ingressou na Academia Militar de Whampoa dois anos depois. Lá, conheceu Chiang Kai-shek, o comandante da academia. Mais tarde, Chen juntou-se ao Exército Nacional Revolucionário e participou da Expedição do Norte.

## Ascensão no exército
Durante a Expedição ao Norte, Chen demonstrou boa capacidade de liderança. Em um ano, ele foi promovido de comandante de batalhões para divisões.
Após a expedição, Chen tornou-se ativo nas guerras contra os senhores da guerra. Seus sucessos nas batalhas permitiram que ele fosse promovido novamente a comandante do 18º Exército .

## Campanhas anticomunistas
Em 1931, Chen recebeu a tarefa de suprimir o Exército Vermelho. Em várias campanhas contra a força principal do Exército Vermelho, as unidades de Chen sofreram pesadas baixas. Na quinta campanha contra os comunistas, ele finalmente conseguiu derrotá-los, forçando o Exército Vermelho a iniciar sua Longa Marcha.
As campanhas contra o Exército Vermelho chegaram ao fim após o Incidente de Xi'an, no qual Chiang e sua equipe foram forçados a concordar em cooperar com os comunistas contra a invasão japonesa.

## Guerra contra o Japão

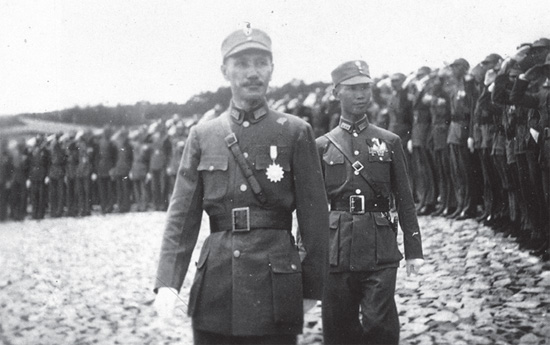
Chen Cheng (à direita) inspecionando tropas com Chiang Kai Shek

Durante a Batalha de Xangai, Chen Cheng foi um dos principais assistentes militares de Chiang Kai Shek. Foi ideia dele buscar uma ação decisiva no sul da China, em vez de confrontar os japoneses no norte, onde as tropas nacionalistas estavam em más condições e careciam de veículos de transporte. Após a queda de Xangai e Nanquim, Chen mudou-se para Hubei para comandar a Batalha de Wuhan em 1938. Wuhan era o quartel-general provisório do Exército Chinês. Os japoneses, no entanto, conseguiram, apesar das pesadas perdas, derrotar os chineses e capturar Wuhan em 25 de outubro de 1938.
Nos últimos anos da guerra, Chen comandou a Batalha de Changsha, a Batalha de Yichang e a Batalha de Hubei Ocidental. Em 1943, foi nomeado comandante da Força Expedicionária Chinesa no Teatro da Birmânia, até ser substituído por Wei Li-huang devido a uma doença.

## Guerra Civil Chinesa

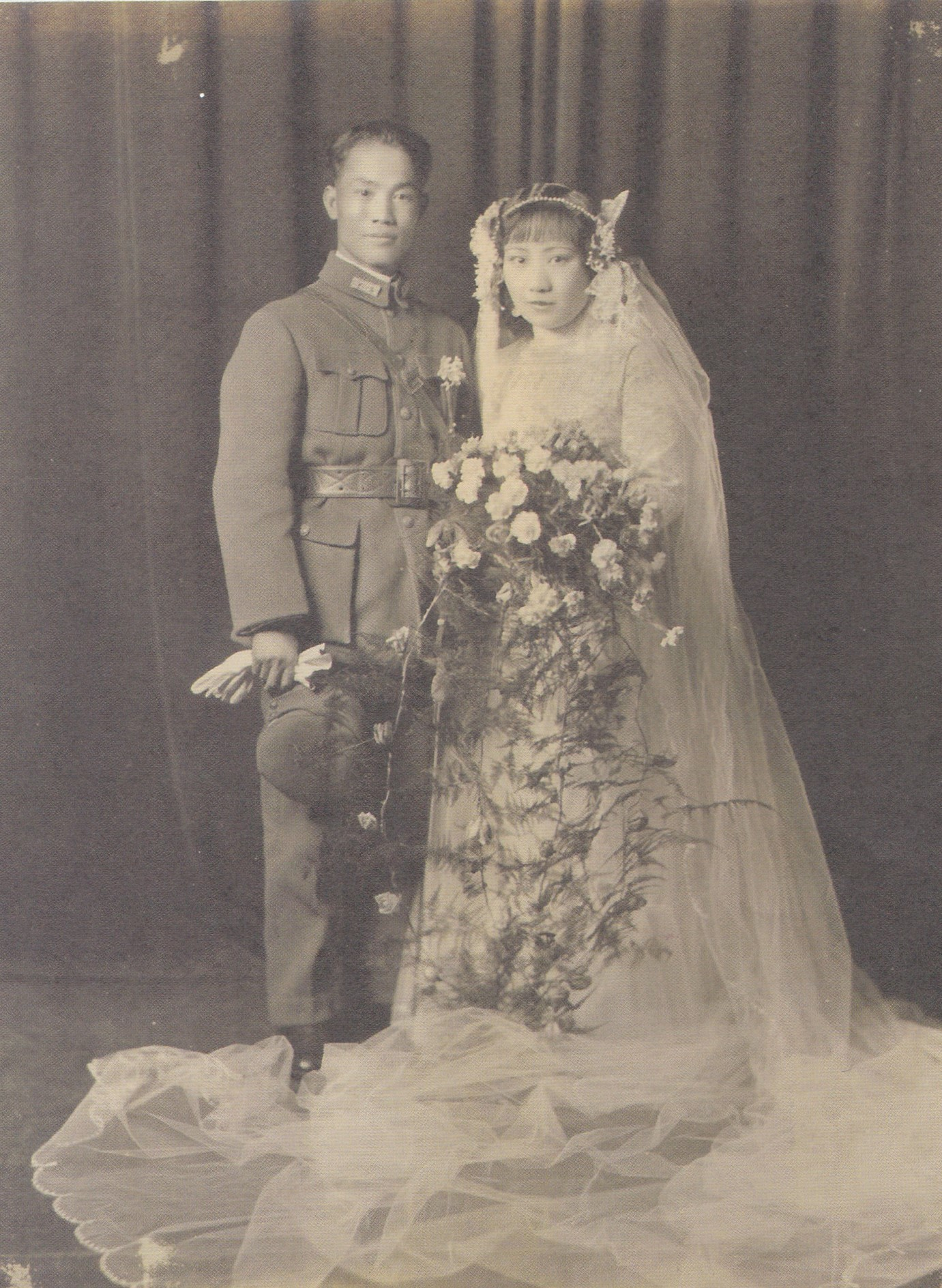
Foto do noivado de Chen Shing e Tan Xiang (1932)

Após a Segunda Guerra Sino-Japonesa, Chen tornou-se Chefe do Estado-Maior e comandante-chefe da Marinha. Ele seguiu as ordens de Chiang e começou a atacar as áreas "libertadas" do Exército Vermelho, o que deu início à Guerra Civil Chinesa.
Em agosto de 1947, Chiang nomeou Chen como diretor do Quartel-General do Nordeste para comandar as forças nacionalistas contra os comunistas naquela área. Ele cometeu o erro crucial de dissolver os regimentos de segurança locais porque eles tinham servido no Exército Imperial Manchukuo, estado-fantoche japonês, o que fez com que a força nacionalista total na Manchúria caísse de 1,3 milhão para menos de 480.000. Ele também demitiu alguns dos comandantes nacionalistas mais capazes, como Du Yuming, Sun Li-jen, Zheng Dongguo e Chen Mingren.Como resultado, Chen sofreu uma série de grandes derrotas. Chiang Kai-shek o chamou de volta para Nanquim e enviou Wei Lihuang para substituí-lo em Shenyang como Comandante-em-Chefe do Nordeste, com Fan Hanjie atuando como vice-comandante-em-chefe e diretor do centro de comando avançado em Jinzhou.  Chen tirou uma licença médica em Taiwan para tratar sua doença estomacal crônica.

## Em Taiwan

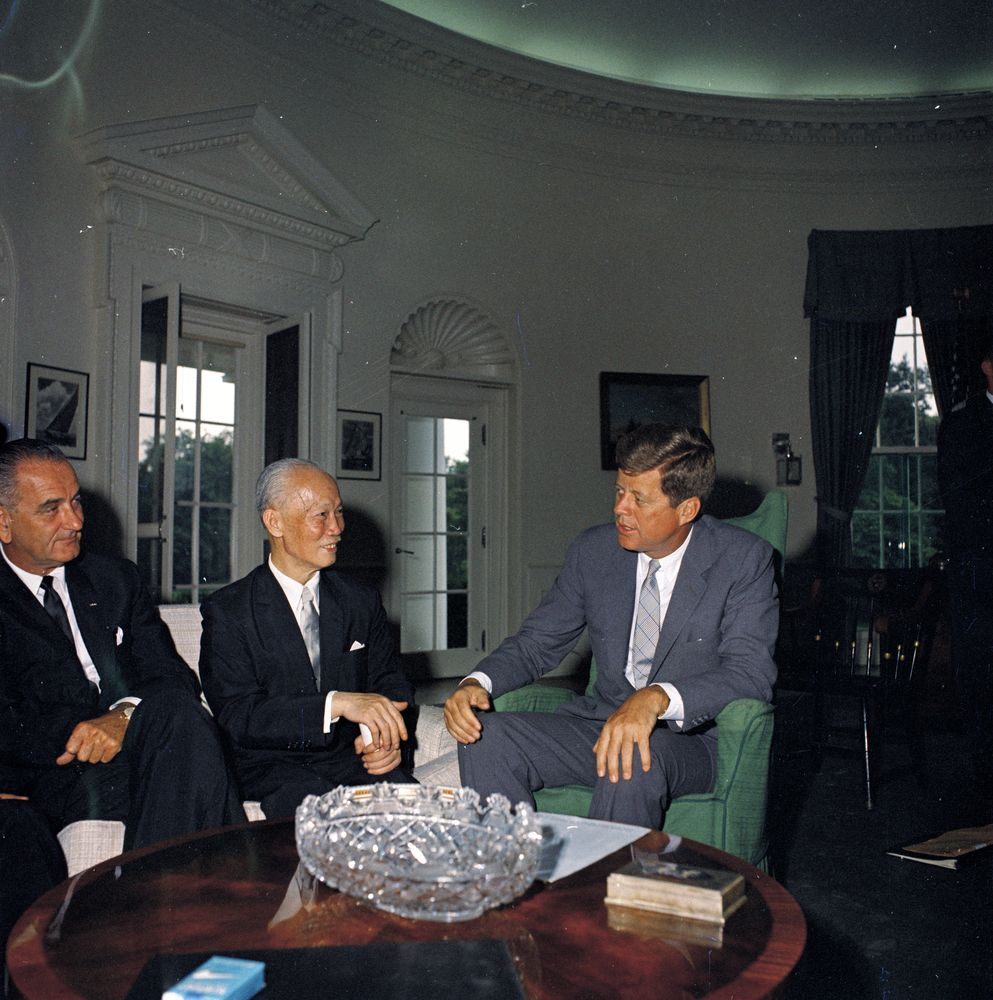
Em 31 de julho de 1961, o vice-presidente Chen se encontrou com o presidente dos EUA Kennedy e o vice-presidente Johnson na Casa Branca

Chiang nomeou Chen como governador da província de Taiwan em 1949 para planejar o desenvolvimento de Taiwan como um reduto nacionalista. Depois que as forças nacionalistas recuaram para Taiwan, Chen passou a ocupar cargos importantes no governo civil, como vice-executivo do Kuomintang, vice-presidente e primeiro-ministro da República da China . Ele foi o mais jovem primeiro-ministro a assumir o cargo desde a promulgação da constituição de 1947.
Durante seus anos em Taiwan, ele introduziu várias reformas econômicas e agrárias. A iniciativa de redução de 37,5% no aluguel de terras aráveis, liderada por Chen, foi creditada por interromper a disseminação do comunismo em Taiwan. A política limitou o aluguel pago pelos agricultores aos proprietários a 37,5% da colheita. Antes da diretiva, os proprietários frequentemente exigiam mais da metade da colheita como pagamento.
Ele também foi creditado pelo lançamento de vários projetos de construção. Um deles foi o reservatório Shimen, no condado de Taoyuan, que reduziu as inundações e aumentou a produção de arroz.
Em 19 de maio de 1949, Chen promulgou a Ordem da Lei Marcial para anunciar a imposição da lei marcial em Taiwan para expulsar a infiltração comunista e proteger as capacidades de defesa.

## Morte

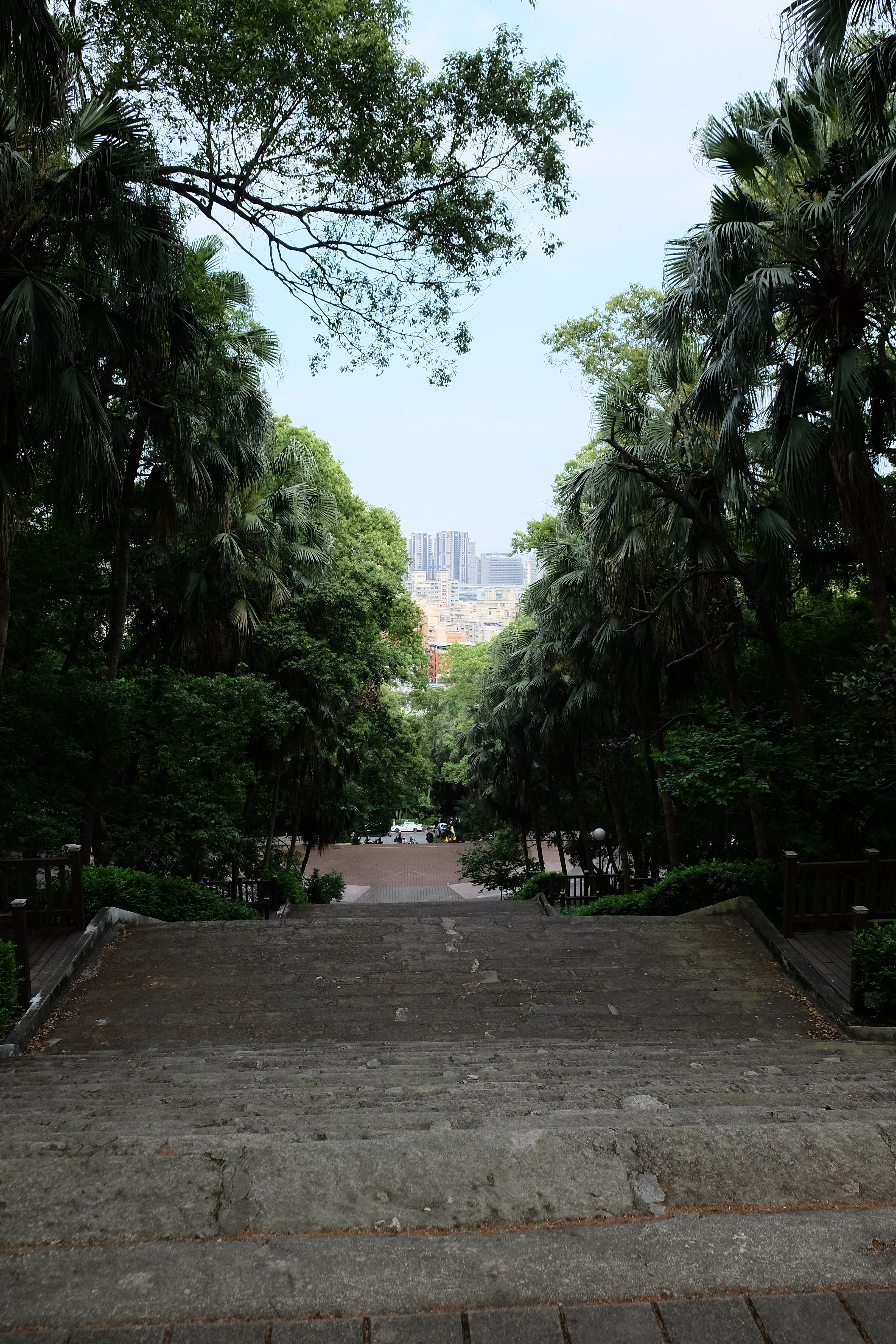
Parque Memorial Chen Tsyr-shiou, antigo mausoléu e memorial de Chen, até 1995.

Chen morreu de tumores hepáticos em 1965. Seus restos cremados foram transferidos para Fo Guang Shan, Condado de Kaohsiung (hoje parte da cidade de Kaohsiung ), em agosto de 1995.

### Citações
1. ↑  Taylor, Jay (2009). The Generalissimo: Chiang Kai-shek and the Struggle for Modern China. [S.l.]: Harvard University Press
2. ↑  Cheung, Han (1 de janeiro de 2017). «Taiwan in Time:The unwilling politician». Taipei Times. Consultado em 18 de dezembro de 2024